# Thea
 "Theia" omdirigeres hertil. For andre betydninger af Theia, se Theia (flertydig).
Thea også stavet Theia er en af de oprindelige tolv titaner, datter af Gaia og Uranos. Med sin bror Hyperion er hun mor til solguden Helios, månegudinden Selene og morgenrødens gudinde Eos.
Er også navnet på en hypotetisk planet på størrelse med Mars der ved kollision med Protojorden skabte Månen.
Men navnet Thea bliver også brugt i kristendommen. Thea stammer fra navnet Dor'Thea, som betyder givet af gud, derfor siges det at forkortelsen Thea betyder guds gave.